# Menahem Golan
Pour les articles homonymes, voir Golan.
Menahem Golan (hébreu : מנחם גולן) est un producteur, réalisateur, scénariste et, occasionnellement, acteur israélien, né le 31 mai 1929 à Tibériade (Palestine mandataire) et mort le 8 août 2014 à Jaffa (Israël). Il est le cousin de Yoram Globus, avec qui il travaillait régulièrement.

## Biographie

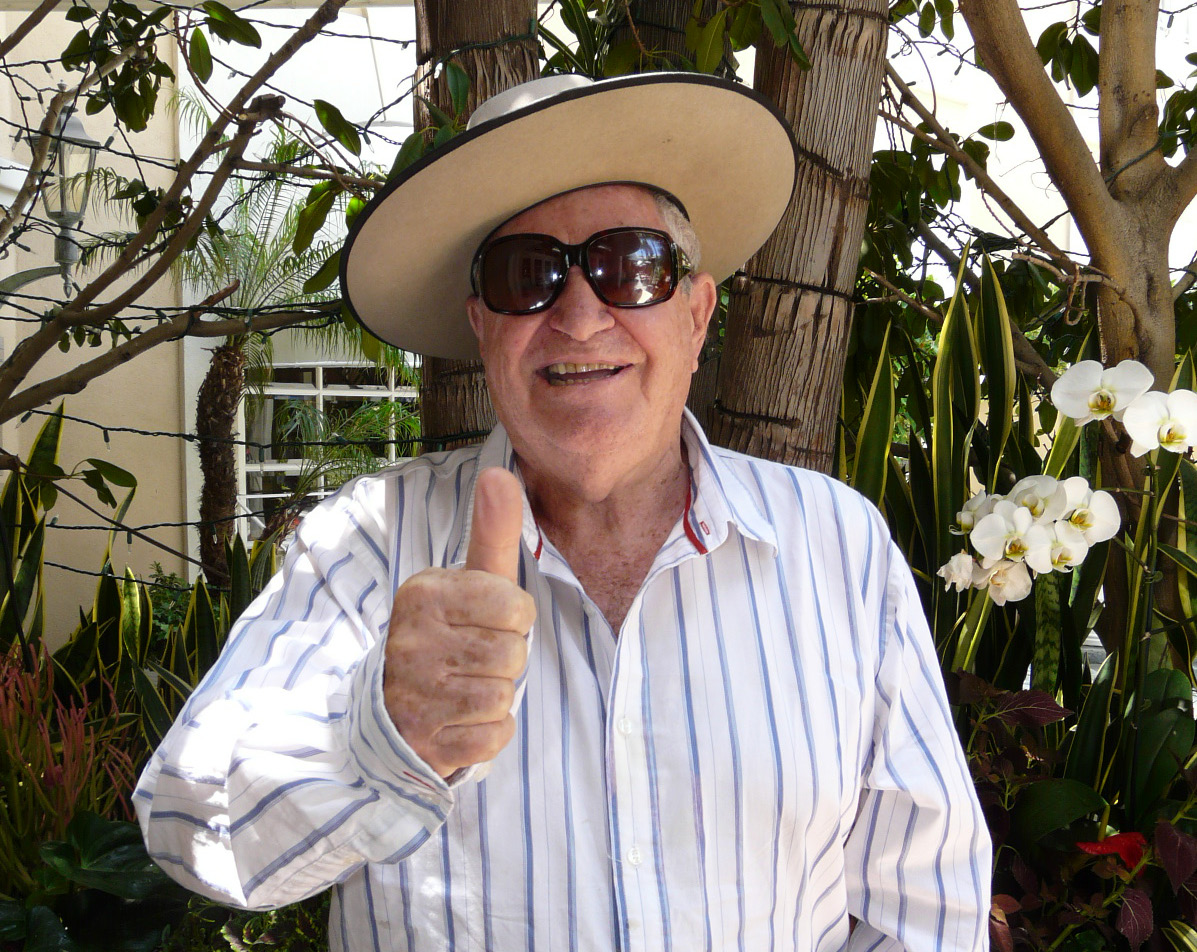
Menahem Golan en 2008.

Après avoir réalisé et produit des films en Israël, il devient, dans les années 1980, le producteur le plus important de films américains populaires musclés via sa société Cannon Group (quelques titres significatifs : Hospital Massacre (1982), Revenge of the Ninja (1983), Exterminator 2 (1984)…) avec des acteurs experts du genre comme Charles Bronson, Chuck Norris, Sylvester Stallone. Il en réalise quelques-uns lui-même : The Delta Force en 1986, Over the Top : Le Bras de fer en 1987, etc. Il lance la vague des films de ninja américains en 1981 avec le film L'Implacable Ninja qui met en scène Franco Nero dans le rôle-titre. C'est Menahem Golan qui découvre l'acteur belge, alors inconnu, Jean-Claude Van Damme.
Néanmoins, à la même époque, il veille à produire des œuvres plus ambitieuses comme Love Streams de John Cassavetes (1984), Barfly de Barbet Schroeder (1987) ou King Lear de Jean-Luc Godard (1987). À noter que pour ce dernier film, Menahem Golan s'attendait à une adaptation académique de la pièce de William Shakespeare comme l'Otello (1986) de Franco Zeffirelli qu'il avait également produit. Le résultat final du film de Godard très contemporain, voire d'avant-garde, entraîna le cinéaste Godard et le producteur Golan dans une longue bataille juridique. Le film ne sortit pas en France et ne fut projeté en Belgique qu'au début des années 2000. Au milieu des années 1990, Menahem Golan retourne en Israël où il produit et dirige des films  qui ne semblent pas sortir des frontières du pays.

## Filmographie

### Comme producteur
- 1964 : Shemona B'Ekevot Ahat
- 1964 : Sallah Shabati
- 1966 : La Fille de la mer morte (Fortuna)
- 1966 : Trunk to Cairo
- 1967 : 999 Aliza Mizrahi
- 1968 : Nes B'Ayara
- 1968 : Les Sept Filles de Tuvia (Tuvia Vesheva Benotav)
- 1969 : Sam's Song
- 1969 : Margo Sheli
- 1970 : Pritza Hagdola, Ha-
- 1970 : Lupo
- 1971 : Malkat Hakvish
- 1971 : Jump
- 1972 : Ani Ohev Otach Rosa
- 1972 : Escape to the Sun
- 1973 : La Maison de la rue Chelouche
- 1973 : Les Filles à papa (Abu el Banat)
- 1974 : Kazablan
- 1975 : Un coup de deux milliards de dollars (Diamonds)
- 1976 : Mishpahat Tzan'ani
- 1976 : Lupo B'New York
- 1976 : The Four Deuces
- 1976 : Diamante Lobo
- 1976 : The Passover Plot
- 1977 : Kid Vengeance
- 1977 : Opération Thunderbolt (Mivtsa Yonatan)
- 1978 : Yisraelim Matzhikim
- 1978 : The Alaska Wilderness Adventure
- 1978 : Juke Box (Eskimo Limon) de Boaz Davidson
- 1978 : SOS danger uranium (Agenten kennen keine Tränen)
- 1979 : Yotzim Kavua
- 1979 : Nisuin Nusah Tel Aviv
- 1979 : Imi Hageneralit
- 1979 : Le Magicien de Lublin (The Magician of Lublin)
- 1980 : The Godsend
- 1980 : The Happy Hooker Goes Hollywood (en)
- 1980 : Schizoid
- 1980 : Graine d'amour (Seed of Innocence)
- 1980 : Dr. Heckyl and Mr. Hype
- 1980 : BIM Stars (The Apple)
- 1980 : New Year's Evil
- 1981 : L'Amant de lady Chatterley (Lady Chatterley's Lover)
- 1981 : Shifshuf Naim
- 1981 : L'Implacable Ninja (Enter the Ninja)
- 1981 : Body and Soul (en)
- 1982 : Sapiches
- 1982 : Nana: Le désir (Nana)
- 1982 : Ahava Ilemeth
- 1982 : Un justicier dans la ville 2 (Death Wish II)
- 1982 : Hospital Massacre
- 1982 : The Last American Virgin (en)
- 1982 : That Championship Season
- 1983 : Les Sept Gladiateurs (I Sette magnifici gladiatori)
- 1983 : Sababa
- 1983 : Le Trésor des quatre couronnes (El Tesoro de las cuatro coronas)
- 1983 : Le Justicier de minuit (10 to Midnight)
- 1983 : Le Manoir de la peur (House of the Long Shadows)
- 1983 : La Dépravée (The Wicked Lady)
- 1983 : Hercule (Hercules)
- 1983 : Revenge of the Ninja
- 1983 : Sahara
- 1984 : Ordeal by Innocence
- 1984 : Edut Me'ones
- 1984 : Love Streams
- 1984 : Over the Brooklyn Bridge
- 1984 : Break Street 84 (Breakin')
- 1984 : L'Ambassadeur: Chantage en Israël
- 1984 : Sword of the Valiant: The Legend of Sir Gawain and the Green Knight
- 1984 : Machination (The Naked Face)
- 1984 : I'm Almost Not Crazy: John Cassavetes - the Man and His Work
- 1984 : Roman Za'ir
- 1984 : Bolero
- 1984 : Ninja III: The Domination
- 1984 : Exterminator 2
- 1984 : Maria's Lovers
- 1984 : Portés disparus (Missing in Action)
- 1984 : Breakin' 2: Electric Boogaloo (en)
- 1985 : Me'ahev, Ha-
- 1985 : Hot Resort
- 1985 : Harimu Ogen
- 1985 : Portés disparus 2 (Missing in Action 2: The Beginning)
- 1985 : Mata Hari
- 1985 : American Ninja (Nine Deaths of the Ninja)
- 1985 : The Assisi Underground
- 1985 : House Rap (Rappin)
- 1985 : Grace Quigley
- 1985 : Déjà vu
- 1985 : Lifeforce
- 1985 : American Warrior (American Ninja)
- 1985 : Hot Chili
- 1985 : War and Love
- 1985 : Invasion U.S.A.
- 1985 : Thunder Alley
- 1985 : Berlin Affair (The Berlin Affair)
- 1985 : Les Aventures d'Hercule (Le Avventure dell'incredibile Ercole)
- 1985 : Le Justicier de New York (Death Wish 3)
- 1985 : Allan Quatermain et les Mines du roi Salomon (King Solomon's Mines)
- 1985 : Runaway Train (aussi connu sous le titre À bout de course)
- 1985 : Fool for Love
- 1986 : Aladin et la Lampe merveilleuse (Superfantagenio)
- 1986 : Salomé
- 1986 : Malkat Hakitah (he) d’Isaac Zepel Yeshurun (he)
- 1986 : Un Complicato intrigo di donne, vicoli e delitti
- 1986 : Delta Force (The Delta Force)
- 1986 : Field of Honor
- 1986 : The Naked Cage
- 1986 : La Loi de Murphy (Murphy's Law)
- 1986 : America 3000
- 1986 : Campus (Dangerously Close)
- 1986 : Cobra
- 1986 : L'invasion vient de Mars (Invaders from Mars)
- 1986 : Attention privés ! (Detective School Dropouts)
- 1986 : Massacre à la tronçonneuse 2 (The Texas Chainsaw Massacre 2)
- 1986 : Otello
- 1986 : American Warrior II: Le Chasseur (Avenging Force)
- 1986 : Paiement cash (52 Pick-Up)
- 1986 : Le Temple d'or (Firewalker)
- 1986 : Duo pour une soliste (Duet for One)
- 1986 : Allan Quatermain et la Cité de l'or perdu (Allan Quatermain and the Lost City of Gold)
- 1987 : Snow White
- 1987 : The Emperor's New Clothes
- 1987 : Business as Usual
- 1987 : Protection rapprochée (Assassination)
- 1987 : Over the Top : Le Bras de fer (Over the Top)
- 1987 : Number One with a Bullet
- 1987 : La Rue (Street Smart)
- 1987 : Hanoi Hilton (The Hanoi Hilton)
- 1987 : Le Trésor de San Lucas (Down Twisted)
- 1987 : Les Barbarians
- 1987 : Beauty and the Beast
- 1987 : Le Ninja blanc (American Ninja 2: The Confrontation)
- 1987 : Mascara
- 1987 : Under Cover
- 1987 : Le Bayou (Shy People)
- 1987 : Too Much
- 1987 : Superman 4 (Superman IV: The Quest for Peace)
- 1987 : Les Maîtres de l'univers (Masters of the Universe)
- 1987 : Barfly
- 1987 : Les vrais durs ne dansent pas (Tough Guys Don't Dance)
- 1987 : King Lear
- 1987 : Cordes et discordes (Surrender)
- 1987 : Dancers
- 1987 : Le justicier braque les dealers (Death Wish 4: The Crackdown)
- 1988 : I giorni randagi
- 1988 : Doin' Time on Planet Earth
- 1988 : Portés disparus 3 (Braddock: Missing in Action III)
- 1988 : Bloodsport - Tous les coups sont permis (Bloodsport)
- 1988 : L'Aventure fantastique (Alien from L.A.)
- 1988 : Mercenary Fighters
- 1988 : Gor
- 1988 : Going Bananas
- 1988 : Rendez-vous avec la mort (Appointment with Death)
- 1988 : Powaqqatsi
- 1988 : Salsa
- 1988 : Cannon Movie Tales: Puss in Boots
- 1988 : Héros (Hero and the Terror)
- 1988 : Manifesto
- 1988 : Le Messager de la mort (Messenger of Death)
- 1988 : Un cri dans la nuit (A Cry in the Dark)
- 1988 : La Guerre d'Hanna (Hanna's War)
- 1988 : Hansel and Gretel
- 1988 : Un été en enfer
- 1989 : Sinbad (Sinbad of the Seven Seas)
- 1989 : Journey to the Center of the Earth
- 1989 : Kinjite, sujets tabous (Kinjite: Forbidden Subjects)
- 1989 : Le Petit chaperon rouge (Red Riding Hood)
- 1989 : Cyborg
- 1989 : Le Fantôme de l'Opéra (The Phantom of the Opera)
- 1989 : La Roseraie (The Rose Garden)
- 1990 : Bad Jim
- 1990 : L'Opéra de quat'sous (Mack the Knife)
- 1990 : The Forbidden Dance
- 1990 : O Quinto Macaco
- 1990 : La Nuit des morts-vivants (Night of the Living Dead)
- 1990 : Bullseye!
- 1990 : Captain America
- 1991 : The Finest Hour
- 1991 : Dance Macabre
- 1991 : Killing Streets
- 1992 : Prison Planet
- 1992 : Mad Dog Coll
- 1992 : Invader
- 1992 : Hit the Dutchman
- 1992 : Desert Kickboxer
- 1993 : Silent Victim (TV)
- 1993 : American cyborg: le guerrier d'acier (American Cyborg: Steel Warrior)
- 1993 : Teenage Bonnie and Klepto Clyde
- 1994 : Dead Center
- 1998 : Lima: Breaking the Silence (en)
- 1999 : Days of Love (TV)
- 2000 : Kumite
- 2000 : La Grotte sacrée (Escape to Grizzly Mountain)
- 2000 : After Sex
- 2001 : Death Game
- 2002 : Crime et Châtiment (en) (Crime and Punishment)
- 2002 : Shiva MeHodu, Ha-
- 2005 : Children of Wax
- 2005 : Yamim Shel Ahava
- 2006 : Rikod Mesokan
- 2006 : Rak Klavim Ratzim Hofshi

### Comme réalisateur
- 1963 : El Dorado (he) (אלדורדו)
- 1964 : Shemona B'Ekevot Ahat
- 1964 : Dalia Vehamalahim
- 1966 : La Fille de la mer morte (Fortuna)
- 1966 : La Malle du Caire (מבצע קהיר)
- 1967 : Aliza Mizrahi (he) (999... עליזה מזרחי)
- 1968 : Les Sept Filles de Tuvia (טוביה ושבע בנותיו)
- 1969 : Margo Sheli
- 1969 : Norman banquier (en) (What's Good for the Goose)
- 1970 : Pritza Hagdola, Ha-
- 1970 : Lupo (he) (לופו)
- 1971 : Les Putains aussi (he) (מלכת הכביש)
- 1971 : Katz V'Carasso (he) (כץ וקרסו)
- 1972 : Shod Hatelephonim Hagadol
- 1972 : Niet ! (en) (Escape to the Sun)
- 1974 : Kazablan
- 1975 : Lepke, le caïd (Lepke)
- 1975 : Un coup de deux milliards de dollars (Diamonds)
- 1977 : Opération Thunderbolt (Mivtsa Yonatan)
- 1978 : SOS danger uranium (Agenten kennen keine Tränen)
- 1979 : Le Magicien de Lublin (The Magician of Lublin)
- 1980 : BIM Stars (The Apple)
- 1981 : L'Implacable Ninja (Enter the Ninja)
- 1984 : Over the Brooklyn Bridge
- 1986 : Delta Force
- 1987 : Over the Top : Le Bras de fer (Over the Top)
- 1988 : La Guerre d'Hanna (Hanna's War)
- 1990 : L'Opéra de quat'sous (Mack the Knife)
- 1991 : Zebrácká opera
- 1992 : Hit the Dutchman
- 1993 : Silent Victim (TV)
- 1994 : Deadly Heroes (en)
- 1995 : Superbrain
- 1995 : Russian Roulette - Moscow 95
- 1996 : Die Tunnelgangster von Berlin (TV)
- 1998 : Lima: Breaking the Silence (en)
- 1998 : The Versace Murder (en)
- 1998 : Péril atomique (Armstrong)
- 2001 : Death Game
- 2002 : Crime et Châtiment (en) (Crime and Punishment)
- 2002 : Shiva MeHodu, Ha-
- 2003 : Final Combat
- 2005 : Yamim Shel Ahava
- 2006 : Rikod Mesokan

### comme scénariste
- 1963 : El Dorado
- 1966 : La Fille de la mer morte (Fortuna)
- 1967 : 999 Aliza Mizrahi
- 1968 : L'Enfer de la guerre (Commandos)
- 1968 : Tuvia Vesheva Benotav
- 1969 : Margo Sheli
- 1969 : What's Good for the Goose
- 1970 : Pritza Hagdola, Ha-
- 1970 : Lupo
- 1971 : Malkat Hakvish
- 1971 : Katz V'Carasso
- 1972 : Shod Hatelephonim Hagadol
- 1972 : Escape to the Sun
- 1974 : Kazablan
- 1975 : Un coup de deux milliards de dollars (Diamonds)
- 1977 : Opération Thunderbolt (Mivtsa Yonatan)
- 1979 : Le Magicien de Lublin (The Magician of Lublin)
- 1980 : BIM Stars (The Apple)
- 1986 : The Delta Force
- 1987 : Under Cover
- 1988 : Going Bananas
- 1988 : La Guerre d'Hanna (Hanna's War)
- 1990 : L'Opéra de quat'sous (Mack the Knife)
- 1998 : The Versace Murder (en)
- 1998 : Péril atomique (Armstrong)
- 2002 : Crime et Châtiment (en) (Crime and Punishment)
- 2005 : Yamim Shel Ahava
- 2006 : Rikod Mesokan

### comme acteur
- 1963 : El Dorado
- 1995 : Devarim (Zihron Devarim) : Nelo
- 1996 : Cannes Man : Cameo appearance
- 2004 : Ahava Ze Koev (série TV) : Dana's Dad
- 2006 : Rikod Mesokan : Security guard in the show

## Distinction
- Festival du film de Locarno 2010 : Prix Raimondo Rezzonico